# Belavići (Marčana)
Belavići is een plaats in de gemeente Marčana in de Kroatische provincie Istrië. De plaats telt 27 inwoners (2001).